# بیشوفسمایس
بیشوفسمایس (به آلمانی: Bischofsmais) یک شهر در آلمان است که در بایرن واقع شده‌است.

## خصوصیات
بیشوفسمایس ۴۶٫۳۰ کیلومترمربع مساحت دارد ۶۸۲ متر بالاتر از سطح دریا واقع شده‌است.